# Gregorio Theodoli
Gregorio Theodoli, anche Teodoli o Teodolo (Forlì, ... – Anagni, 1227), è stato un cardinale italiano.

## Biografia
Fu creato cardinale da papa Innocenzo III nel concistoro dell'inizio 1216. Giovanni Mario Crescimbeni avverte che il cardinale Gregorio de Galgano, anch'esso titolare di Sant'Anastasia, è stato confuso da Alfonso Ciacconio con il Theodoli.
Sottoscrisse le bolle papali tra il 7 marzo e il 13 aprile 1216 e tra l'11 ottobre 1216 e il 23 maggio 1224.
Partecipò all'elezione papale del 1216 che elesse papa Onorio III.
Successivamente fu designato giudice nella causa tra la città di Ravenna e la chiesa di San Lorenzo in Lucina da un lato e il rettore della chiesa di San Salvatore alle Coppelle. Partecipò alla elezione papale del 1227, in cui fu eletto papa Gregorio IX. Fu legato negli Ernici, o Campania di Roma, e morì ad Anagni durante l'incarico.